# Джемини-1
«Джемини-1» — первый испытательный полёт американского космического корабля «Джемини» в беспилотном режиме.

## Задачи полёта
Основной целью полёта являлись проверка и регулировка всех систем корабля, проверка ракеты-носителя и систем мягкой посадки, а также тренировка наземной команды обслуживания.

## Полёт
Запуск — 8 апреля 1964 года, в 11:00.
Продолжительность полёта — 4 дня. Высота орбиты — 320 км. Корабль совершил 64 витка вокруг Земли.
Программа полёта выполнена полностью. В ходе полёта успешно испытаны системы корабля.
Посадка — 12 апреля 1964 года.